# Командующий Королевским военно-морским флотом Канады
Командующий Королевским канадским военно-морским флотом (англ. Commander of the Royal Canadian Navy, фр. Commandant de la Marine royale canadienne) — профессиональный глава Королевского канадского военно-морского флота. Является одновременно начальником военно-морского штаба и служит в штаб-квартире Министерства национальной обороны в Оттаве, провинция Онтарио.